# Toupou
Toupou est une série télévisée d'animation franco-canadienne en 26 épisodes de 25 minutes, créée par Pepper Sue et Elastik Jane et diffusée entre le 16 avril et le 29 juillet 2005 sur France 3 dans l'émission France Truc, puis rediffusée sur Gulli et Disney Channel, et au Québec à partir du 4 mars 2006 à Super Écran.

## Synopsis
Toupou est une fille sauvage, habitant à New York, dans un arbre à Central Park. Elle devient l'amie du fils du maire de New York, Norton, à qui il va arriver de nombreuses aventures. Schoops, le gardien du parc, tente toujours d'attraper Toupou, mais n'y parvient jamais…

## Fiche technique
- Titre : Toupou
- Création : Pepper Sue et Elastik Jane
- Réalisation : Xavier Giacometti
- Direction artistique : Williams Le Métayer
- Décors : Stéphane Andreae
- Montage : Patrick Ducruet
- Musique : Hervé Lavandier
- Production : Marc du Pontavice
  - Coproduction : Paul Cadieux
  - Production associée : Marc du Pontavice
  - Production exécutive : Emmanuelle Colin et Thomas Deron (France), Annie Bourdeau et Anne Pagès (Canada)
- Sociétés de production : Xilam et Tooncan
- Pays d'origine :  France et  Canada
- Genre : série d'animation, aventure
- Durée : 25 minutes

## Distribution
- Lynda Harchaoui : Toupou
- Gérard Surugue : Schubert Schoops
- Pierre Casanova : Norton
- Véronique Augereau : la mère de Norton
- Cathy Cerda : Mlle Milleborne
- Maël Davan-Soulas : Malcolm
- Pierre-François Pistorio : le maire
- Brigitte Lecordier : bébé John
- Christophe Lemoine : Benny, Eddy

 Source et légende : version française (VF) sur RS Doublage

## Épisodes
1. Bienvenue au club !
2. La dame aux pigeons
3. Un concert d'enfer
4. Une star à la maison
5. Premiers pas sur scène
6. Un pour tous, tous pour un
7. Le kangourou
8. La règle du jeu
9. Singeries
10. La chasse à la Toupou
11. Bébé John
12. Norton a le vertige
13. Le compte est bon
14. Une amie pour Toupou
15. Toupou déménage
16. Toupou en vacances !
17. L'anniversaire de Norton
18. Ne vous fiez pas aux apparences
19. L'épouvantail
20. Gare au gorille !
21. Adieu ?
22. Le plus beau Noël
23. Toupou à la une !
24. Le concert des animaux
25. Le voleur de chapeau
26. Brisons la glace !

## Diffusion internationale
| Pays      | Chaîne                                                     |
| --------- | ---------------------------------------------------------- |
| Australie | ABC                                                        |
| Allemagne | ZDF                                                        |
| Belgique  | Club RTL                                                   |
| Canada    | Super Écran                                                |
| France    | France 3, Gulli, Disney Channel, Game One, Cartoon Network |
| Italie    | Rai                                                        |
| Suisse    | TSR                                                        |